# 乙二酸二乙酯
乙二酸二乙酯，也称草酸二乙酯，是一種酯，化學式為C2H5OOC-COOC2H5或者(C₂H₅)₂C₂O₄可以通过乙二酸和乙醇经过酯化反应得到。